# ケツの極 〜MV集〜
『ケツの極〜MV集〜』（ケツのきわみ〜エムブイしゅう〜）は、ケツメイシのミュージック・ビデオ集。DVD2枚組。2011年12月21日発売。

## 収録曲

### Disc 1
1. ファミリア
2. よる☆かぜ
3. 手紙〜未来
4. トモダチ
5. 花鳥風月
6. はじまりの合図
7. 夏の思い出
8. 太陽
9. 涙
10. 君にBUMP
11. さくら
12. 旅人
13. 男女6人夏物語
14. トレイン
15. また君に会える
16. 聖なる夜に
17. 冬物語
18. 出会いのかけら

### Disc 2
1. 仲間
2. お二人Summer
3. 闘え!サラリーマン
4. バラード
5. 君とつくる未来
6. こだま